# 李祺 (明朝)
李祺（？—1402年），明朝初年凤阳府定远县（今安徽省定远县）人。开国功臣韩国公李善长之子。
明太祖洪武九年（1376年）被朱元璋召为临安公主的驸马都尉。他得到太祖朱元璋的器重，被委以重任。洪武二十三年（1390年），李善长被胡惟庸案牵连自杀而死，李祺因驸马身份得以免死，囚于家中。明惠宗即位，李祺获得赦免，被任命守卫江浦，燕王朱棣率军破城，李祺投水而死。